# Ондржей Швейдик
Онджей Швейдик (чеськ. Ondřej Švejdík, нар. 3 грудня 1982, Опава) — чеський футболіст, що грав на позиції захисника.
Виступав, зокрема, за «Гронінген» та «Спарту» (Прага).

## Ігрова кар'єра
Народився 3 грудня 1982 року в місті Опава. Вихованець футбольної школи клубу «Опава». Дорослу футбольну кар'єру розпочав 1999 року в основній команді того ж клубу, в якій провів три сезони, взявши участь у 21 матчі чемпіонату. Згодом з 2002 по 2006 рік грав у складі команд «Богеміанс 1905» та «Млада Болеслав».
Своєю грою за останню команду привернув увагу представників тренерського штабу нідерландського клубу «Гронінген», до складу якого приєднався у липні 2006 року. Ондржей дебютував в Ередивізі 17 вересня 2006 року в матчі проти роттердамської «Спарти» (1:0), а 15 квітня 2007 року під час гри проти «Неймегена» (4:1) він забив свій перший гол в Ередивізі. 3 жовтня 2009 року Швейдик на тренуванні розірвав хрестоподібну зв’язку лівого коліна, після чого переніс операцію і не міг більше грати в жодному матчі в сезоні 2009/10. По завершенні розіграшу клуб з Гронінгена не став продовжувати співпрацю з гравцем.
У січні 2011 року Швейдик отримав пропозицію від «Спарти» (Прага), з якою полетів на інший тренувальний збір в Дубаї (ОАЕ), де підписав контракт з празьким клубом. Однак за першу команду чеського гранда Швейдик не зіграв жодної гри, тому сезон 2011/12 він провів в оренді в празькій «Дуклі». Після повернення до «Спарти» став стабільним гравцем основи і у сезоні 2013/14 виграв чемпіонат і Кубок Чехії. У фінальній грі національного кубка проти «Вікторії» (Пльзень) Швейдик не реалізував свій післяматчевий пенальті, втім його команда все одно здобула перемогу у серії 8:7.
Наступного сезону втратив місце в основі столичної команди, через що у сезоні 2015/16 грав на правах оренди за клуби «Слован» (Ліберець) та «Жиліна», але і тут на поле виходив нерегулярно.
З літа 2016 року Швейдик тривалий час був без клубу, після чого на початку 2017 року приєднався до клубу другого дивізіону «Вікторія» (Жижков). Після двох років тут на початку 2019 року він перейшов до клубу третього дивізіону «Славой Вишеград», з яким наприкінці сезону вийшов до другого дивізіону. Після ще одного сезону там він завершив кар'єру гравця у 2020 році.

## Виступи за збірні
1998 року дебютував у складі юнацької збірної Чехії (U-16), загалом на юнацькому рівні взяв участь у 25 іграх. Зі збірною до 18 років Швейдик брав участь у юнацькому чемпіонаті Європи 2001 року, дійшовши до фіналу турніру, де поступився Польщі. Сам він зіграв у чотирьох іграх на цьому турнірі.

## Титули і досягнення
- Чемпіон Чехії (1):

«Спарта» (Прага): 2013/14
- Володар Кубка Чехії (1):

«Спарта» (Прага): 2013/14